# MYV-Pops
MYV-Pops är det japanska artisten Miyavis fjärde album.

## Låtlista
1. Are You Ready To Rock? (Rhythm Battle Mix)
2. Kekkonshiki no Uta
3. Señor Señora Señorita
4. Gigpig Boogie
5. Dear My Friend
6. Itoshii Hito (2006 Version)
7. Kimi ni negai wo
8. We Love You
9. Peace Sign/Piisusain
10. Oretachi dake no Faitingusongu